# Мерешешть (Муреш)
Мерешешть, Мерешешті (рум. Mărășești) — село у повіті Муреш в Румунії. Входить до складу комуни Банд.
Село розташоване на відстані 275 км на північний захід від Бухареста, 16 км на захід від Тиргу-Муреша, 61 км на схід від Клуж-Напоки, 142 км на північний захід від Брашова.

## Населення
За даними перепису населення 2002 року у селі проживали 323 особи.
Національний склад населення села:
| Національність | Кількість осіб | Відсоток |
| -------------- | -------------- | -------- |
| румуни         | 255            | 78,9%    |
| угорці         | 68             | 21,1%    |

Рідною мовою назвали:
| Мова      | Кількість осіб | Відсоток |
| --------- | -------------- | -------- |
| румунська | 253            | 78,3%    |
| угорська  | 70             | 21,7%    |